# Beatyfikowani i kanonizowani przez Pawła VI
Beatyfikowani i kanonizowani przez Pawła VI – święci i błogosławieni wyniesieni na ołtarze w czasie pontyfikatu Pawła VI.
Papież Paweł VI w okresie od 1963 do 1978 roku dokonał 31 beatyfikacji, ogłaszając 63 błogosławionych świeckich i duchownych oraz 18 kanonizacji ogłaszając 83 świętych.
Poniższe tabele przedstawią listę osób beatyfikowanych/kanonizowanych przez Pawła VI w poszczególnych latach pontyfikatu.

## I rok pontyfikatu
| Wyniesieni na ołtarze  | Data beatyfikacji         | Data kanonizacji                             |
| ---------------------- | ------------------------- | -------------------------------------------- |
| Jan Nepomucen Neumann  | 13 października 1963(dts) | 19 czerwca 1977(dts)                         |
| Dominik od Matki Bożej | 26 października 1963(dts) | —                                            |
| Wincenty Romano        | 17 listopada 1963(dts)    | 14 października 2018(dts) (przez Franciszka) |
| Nunzio Sulprizio       | 1 grudnia 1963(dts)       | 14 października 2018(dts) (przez Franciszka) |
| Leonard Murialdo       | 3 grudnia 1963(dts)       | 3 maja 1970(dts)                             |

## II rok pontyfikatu
| Wyniesieni na ołtarze             | Data beatyfikacji                        | Data kanonizacji                                |
| --------------------------------- | ---------------------------------------- | ----------------------------------------------- |
| Karol Lwanga i jego 21 Towarzyszy | 6 czerwca 1920(dts) (przez Benedykta XV) | 18 października 1964(dts)                       |
| Alojzy Guanella                   | 25 października 1964(dts)                | 23 października 2011(dts) (przez Benedykta XVI) |

## III rok pontyfikatu
| Wyniesieni na ołtarze | Data beatyfikacji         | Data kanonizacji                                |
| --------------------- | ------------------------- | ----------------------------------------------- |
| Jakub Berthieu        | 17 października 1965(dts) | 21 października 2012(dts) (przez Benedykta XVI) |
| Charbel Makhlouf      | 5 grudnia 1965(dts)       | 9 października 1977(dts)                        |
| Jakub Berthieu        | 17 kwietnia 1966(dts)     | 19 maja 2002(dts) (przez Jana Pawła II)         |

## V rok pontyfikatu
| Wyniesieni na ołtarze | Data beatyfikacji                      | Data kanonizacji          |
| --------------------- | -------------------------------------- | ------------------------- |
| Maria Fortunata Viti  | 8 października 1967(dts)               | —                         |
| Benild Romançon       | 4 kwietnia 1948(dts) (przez Piusa XII) | 29 października 1967(dts) |

## VI rok pontyfikatu
| Wyniesieni na ołtarze          | Data beatyfikacji         | Data kanonizacji                           |
| ------------------------------ | ------------------------- | ------------------------------------------ |
| 24 męczenników koreańskich     | 6 października 1968(dts)  | 6 maja 1984(dts) (przez Jana Pawła II)     |
| Maria od Apostołów Wüllenweber | 13 października 1968(dts) | —                                          |
| Klelia Rachela Barbieri        | 27 października 1968(dts) | 9 kwietnia 1989(dts) (przez Jana Pawła II) |

## VII rok pontyfikatu
| Wyniesieni na ołtarze       | Data beatyfikacji                       | Data kanonizacji      |
| --------------------------- | --------------------------------------- | --------------------- |
| Julia Billiart              | 13 maja 1906(dts) (przez Piusa X)       | 22 czerwca 1969(dts)  |
| Maria Soledad Torres Acosta | 5 lutego 1950(dts) (przez Piusa XII)    | 25 stycznia 1970(dts) |
| Leonard Murialdo            | 3 grudnia 1963(dts)                     | 3 maja 1970(dts)      |
| Teresa Couderc              | 4 listopada 1951(dts) (przez Piusa XII) | 10 maja 1970(dts)     |
| Jan z Ávili                 | 4 kwietnia 1894(dts) (przez Leona XIII) | 31 maja 1970(dts)     |

## VIII rok pontyfikatu
| Wyniesieni na ołtarze      | Data beatyfikacji                                            | Data kanonizacji          |
| -------------------------- | ------------------------------------------------------------ | ------------------------- |
| Mikołaj Tavelić            | 6 czerwca 1889(dts) (przez Leona XIII)                       | 21 czerwca 1970(dts)      |
| Deodatus z Ruticinio       | 12 czerwca 1966(dts)                                         | 21 czerwca 1970(dts)      |
| Piotr z Narbony            | 12 czerwca 1966(dts)                                         | 21 czerwca 1970(dts)      |
| Paoluccio de' Trinci       | –                                                            | 21 czerwca 1970(dts)      |
| 40 męczenników angielskich | 9 grudnia 1886(dts) (przez Leona XIII) 1929 (przez Piusa XI) | 25 października 1970(dts) |

## IX rok pontyfikatu
| Wyniesieni na ołtarze   | Data beatyfikacji         | Data kanonizacji                                |
| ----------------------- | ------------------------- | ----------------------------------------------- |
| Maksymilian Maria Kolbe | 17 października 1971(dts) | 10 października 1982(dts) (przez Jana Pawła II) |

## X rok pontyfikatu
| Wyniesieni na ołtarze | Data beatyfikacji         | Data kanonizacji                            |
| --------------------- | ------------------------- | ------------------------------------------- |
| Michał Rua            | 29 października 1972(dts) | —                                           |
| Augustyna Pietrantoni | 12 listopada 1972(dts)    | 18 kwietnia 1999(dts) (przez Jana Pawła II) |

## XI rok pontyfikatu
| Wyniesieni na ołtarze           | Data beatyfikacji                       | Data kanonizacji      |
| ------------------------------- | --------------------------------------- | --------------------- |
| Teresa od Jezusa Jornet e Ibars | 27 kwietnia 1958(dts) (przez Piusa XII) | 27 stycznia 1974(dts) |
| Liboriusz Wagner                | 24 marca 1974(dts)                      | —                     |
| Franciszka Schervier            | 28 kwietnia 1974(dts)                   | —                     |

## XII rok pontyfikatu
| Wyniesieni na ołtarze            | Data beatyfikacji                       | Data kanonizacji                          |
| -------------------------------- | --------------------------------------- | ----------------------------------------- |
| Maria Eugenia od Jezusa Milleret | 2 lutego 1975(dts)                      | 3 czerwca 2007(dts) (przez Benedykta XVI) |
| César de Bus                     | 27 kwietnia 1975(dts)                   | 15 maja 2022(dts) (przez Franciszka)      |
| Jan Chrzciciel od Poczęcia       | 26 września 1819(dts) (przez Piusa VII) | 25 maja 1975(dts)                         |
| Wincencja Maria López Vicuña     | 19 lutego 1950(dts) (przez Piusa XII)   | 25 maja 1975(dts)                         |

## XIII rok pontyfikatu
| Wyniesieni na ołtarze                  | Data beatyfikacji                               | Data kanonizacji                                |
| -------------------------------------- | ----------------------------------------------- | ----------------------------------------------- |
| Jan Karol Steeb                        | 6 lipca 1975(dts)                               | —                                               |
| Elżbieta Seton                         | 17 marca 1963(dts) (przez Jana XXIII)           | 14 września 1975(dts)                           |
| Jan Macias                             | 22 października 1837(dts) (przez Grzegorza XVI) | 28 września 1975(dts)                           |
| Oliver Plunkett                        | 23 maja 1920(dts) (przez Benedykta XVI)         | 12 października 1975(dts)                       |
| Eugeniusz de Mazenod                   | 19 października 1975(dts)                       | 3 grudnia 1995(dts) (przez Jana Pawła II)       |
| Arnold Janssen                         | 19 października 1975(dts)                       | 5 października 1995(dts) (przez Jana Pawła II)  |
| Józef Freinademetz                     | 19 października 1975(dts)                       | 5 października 1995(dts) (przez Jana Pawła II)  |
| Maria Teresa Ledóchowska               | 19 października 1975(dts)                       | —                                               |
| Justyn de Jacobis                      | 25 czerwca 1939(dts) (przez Piusa XII)          | 26 października 1975(dts)                       |
| Wincenty Grossi                        | 1 listopada 1975(dts)                           | 18 października 2015(dts) (przez Franciszka)    |
| Joanna Franciszka od Nawiedzenia Maryi | 1 listopada 1975(dts)                           | —                                               |
| Kasper Bertoni                         | 1 listopada 1975(dts)                           | 1 listopada 1989(dts) (przez Jana Pawła II)     |
| Ezechiel Moreno                        | 1 listopada 1975(dts)                           | 11 października 1992(dts) (przez Jana Pawła II) |
| Nicola Ludwika Paulina Amelia          | 1 listopada 1975(dts)                           | —                                               |
| Maria od Boskiego Serca Jezusa         | 1 listopada 1975(dts)                           | —                                               |
| Józef Moscati                          | 16 listopada 1975(dts)                          | 25 października 1987(dts) (przez Jana Pawła II) |
| Dorota z Mątowów                       | 9 stycznia 1976(dts)                            | —                                               |
| Leopold Mandić                         | 2 maja 1976(dts)                                | 16 października 1983(dts) (przez Jana Pawła II) |
| Jan Ogilvie                            | 28 listopada 1929(dts) (przez Piusa XI)         | 24 maja 1976(dts)                               |

## XIV rok pontyfikatu
| Wyniesieni na ołtarze          | Data beatyfikacji                   | Data kanonizacji                             |
| ------------------------------ | ----------------------------------- | -------------------------------------------- |
| Beatrycze z Silvy              | 28 lipca 1926(dts) (przez Piusa XI) | 3 października 1976(dts)                     |
| Maria od Jezusa López de Rivas | 14 listopada 1976(dts)              | —                                            |
| Rafaela Porras y Ayllón        | 18 maja 1952(dts) (przez Piusa XII) | 23 stycznia 1977(dts)                        |
| Maria Róża Molas               | 8 maja 1977(dts)                    | 11 listopada 1988(dts) (przez Jana Pawła II) |
| Jan Nepomucen Neumann          | 13 października 1963(dts)           | 19 czerwca 1977(dts)                         |

## XV rok pontyfikatu
| Wyniesieni na ołtarze         | Data beatyfikacji         | Data kanonizacji                             |
| ----------------------------- | ------------------------- | -------------------------------------------- |
| Charbel Makhlouf              | 5 grudnia 1965(dts)       | 9 października 1977(dts)                     |
| Michał Febres Cordero y Muñoz | 30 października 1977(dts) | 25 kwietnia 1984(dts) (przez Jana Pawła II)  |
| Mucjusz María Wiaux           | 30 października 1977(dts) | 10 grudnia 1989(dts) (przez Jana Pawła II)   |
| Maria Katarzyna Kasper        | 16 kwietnia 1978(dts)     | 14 października 2018(dts) (przez Franciszka) |
| Henrietta Maria Dominici      | 7 maja 1978(dts)          | —                                            |